# Ура! У нас каникулы!
«Ура! У нас каникулы!» — фильм  для детей 1972 года производства СССР-ГДР режиссёров Владимира Беренштейна и Ильи Гурина.

## Сюжет
Общество дружбы «СССР-ГДР» организует поездку советских школьников в ГДР, где в международном лагере отдыха Валера знакомится со своей немецкой сверстницей Ютой и с юным переводчиком Петером. Расставание было недолгим, вскоре группа немецких школьников вместе с Петером приезжает в Москву. И теперь очередь Валерия показать немецким друзьям родной город.

## В ролях
- Владимир Кувшинов — Валера
- Траудль Куликовски — Юта
- Петер Рольберг — Петер
- Алёна Сеплянская — Марина
- Фриц Диц — Макс, дедушка Юты и Петера
- Й. Биттнер — Клаус
- Валерий Зубарев — Коля, друг Валеры
- Вера Кузнецова — бабушка Валеры
- Владимир Рецептер — Владимир Георгиевич, руководитель группы
- Ирина Бунина — Виктория Павловна, учительница
- Алексей Менглет — Джон, английский мальчик

## Песня
В фильме звучит песня «Ура! У нас каникулы» композитора Герхарда Хонига на стихи Урсулы Упмайер.